# 노토국

노토 국

노토국(일본어: 能登国 노토노쿠니[*])은 일본 호쿠리쿠도에 있던 옛 구니이다. 현재의 이시카와현 북부 노토반도에 해당한다. 노슈(能州)라고도 한다.

## 연혁
《일본서기》에 등장하는 결사팔대의 한 사람으로 실존하지 않았던 허구의 인물인 세이무(成務) 때에 노토노 구니노미야쓰코(能等国造)가 설치되었다는 전승에서 처음으로 '노토'라는 이름이 나오며, 이후 유랴쿠(雄略) 때에 하쿠이노 구니노미야쓰코(羽咋国造)가 설치되었다고 전해진다. 이는 허구적인 전설과 실제 역사적 사실이 혼재되어 있는 시대의 전승이다.
요로(養老) 2년(718년) 5월 2일, 에치젠 국(越前国)에서 하쿠이(羽咋), 노토(能登), 후게시(鳳至), 스즈(珠洲) 4개 군을 떼어 율령국으로써의 노토 국이 성립되었다.
덴표(天平) 13년(741년) 12월 10일에 엣추 국(越中国)에 병합되었다.
덴표쇼호(天平勝宝) 8세(歳, 757년) 5월 8일 엣추 국에서 다시 분리 독립되었다. 또한 덴겐(天元 ) 3년(980년)에 『와묘쇼』(和名抄)의 편찬으로 유명한 미나모토노 시타고(源順)가 노토의 태수(카미)로 부임했다. 
노토 군(能登郡)의 명칭은 훗날 가시마 군(鹿島郡)으로 바뀌었다. 
에도 시대(江戸時代)에는 대부분이 가가 번(加賀藩)의 영지였는데, 일부 막부령(하타모토령旗本領 포함)도 있었다. 또한 일시적으로 후다이(譜代) 소번(小藩)이 설치되기도 했는데(能登下村藩 ・ 能登西谷藩) 모두 단기간밖에 존속하지 못하고 폐지되었다. 
간분(寛文) 11년(1671년) 5월 4일에 가가 번은 하바미 군(羽喰郡)을 하쿠이 군(羽咋郡), 가시마 군을 노토 군으로 고쳤다.

### 근대 이후의 연혁
- 「구고구령 취조장 데이터베이스」(旧高旧領取調帳データベース)에 기재되어 있는 메이지(明治) 초기 시점에서의 노토 안의 지배는 다음과 같다.[주석 2](666촌村・275,361석여石余). 막부령은 가가 번 예지(預地). 하타모토령(旗本領)은 히지카타씨(土方氏) 령이다.
  - 하쿠이 군(191촌・91,031석여) - 막부령、하타모토령、가가 번
  - 가시마 군(150촌・85,947석여) - 막부령、하타모토령、가가 번
  - 후게시 군(250촌・64,961석여) - 막부령、가가 번
  - 스즈 군(75촌・33,421석여) - 막부령、가가 번
- 1869년(메이지 2년) 6월 17일(7월 25일) - 판적봉환(版籍奉還)으로 가가 번(통칭)이 정식 명칭이 가나자와 번(金沢藩)이 되었다.
- 1870년(메이지 3년) 5월 22일 - 막부령 ・ 하타모토령이 다카야마 현(高山県) 관할이 되었다.[5]
- 1871년(메이지 4년)
  - 7월 14일(8월 29일) - 폐번치현(廃藩置県)으로 번의 영지가 가나자와 현(金沢県)의 관할이 되었다.
  - 11월 20일(12월 31일) - 제1차 부현통합(第1次府県統合)으로 전역이 나나미 현(七尾県) 관할이 됨.
- 1872년(메이지 5년) 9월 27일(10월 29일） - 이시카와현(石川県) 관할이 되었다.

## 군
- 하쿠이군(羽咋郡)
- 노토군(能登郡) → 가시마군(鹿島郡)
- 후게시군(일본어판)(鳳至郡)
- 스즈군(일본어판)(珠洲郡)

### 설명
1. ↑  『만요슈』(万葉集)에는 노토 국이 엣추 국에 병합되었던 시기에 엣추의 태수(카미)가 되었던 오토모노 이에모치(大伴家持)가 덴표 20년(748년)에 엣추 국의 여러 군을 순행하며 노토 국에 해당하는 땅에서 읊은 노래(권17・4025〜4029번째)나, 덴표칸포(天平感宝) 원년(749년) 5월 14일에 아내를 위해 스즈 군의 진주(真珠)를 구한 노래(권18・4101〜4105번째)가 남아 있다.
2. ↑  「구고구령취조장」은 노토 고쿠분(国分)이 빠져 있어서 木村礎가 「덴포 향장」(天保郷帳)을 토대로 작성, 「日本史料選書13　旧高旧領取調帳　中部編」(近藤出版社、1977年)에 게재된 데이터가 일본 국립역사민속박물관(国立歴史民俗博物館)에 의해 데이터베이스화되어 있다.